# Copelatus trilobatus
Copelatus trilobatus är en skalbaggsart som beskrevs av Régimbart 1895. Copelatus trilobatus ingår i släktet Copelatus och familjen dykare. Inga underarter finns listade i Catalogue of Life.